# Hyaderne
Hyaderne er en åben stjernehob i stjernebilledet Tyren (Taurus). Dens klareste stjerner ser ud, som om de er grupperet omkring den røde kæmpestjerne Aldebaran ("Tyrens øje"), som imidlertid ikke indgår i Hyaderne.

Hyaderne befinder sig ca. 46 parsec (150 lysår) fra Jorden og er dermed den næstnærmeste stjernehob.

Afstanden til stjernehobens centrum er af Hipparcos-satellitten målt til at være 151 lysår.
Koordinater:  04h 28m 17s, +15° 45′ 40″